# Bahnhof Rot am See
Der Bahnhof Rot am See ist eine Betriebsstelle der Bahnstrecke Crailsheim–Königshofen. Er liegt in Rot am See im Landkreis Schwäbisch Hall in Baden-Württemberg.

## Geschichte
Am 23. Oktober 1869 nahmen die Königlich Württembergischen Staats-Eisenbahnen den Bahnhof mit dem Streckenabschnitt Crailsheim–Mergentheim in Betrieb.
Das ehemalige Empfangsgebäude befindet sich heute in kommunaler Hand und wurde renoviert. Im Gebäude befand sich bis 2023 ein mechanisches Stellwerk, von dem die Weichen und Formsignale des Bahnhofs über Doppeldrahtzugleitungen gestellt wurden. Von der Gemeinde wird das Gebäude als Jugendhaus genutzt.

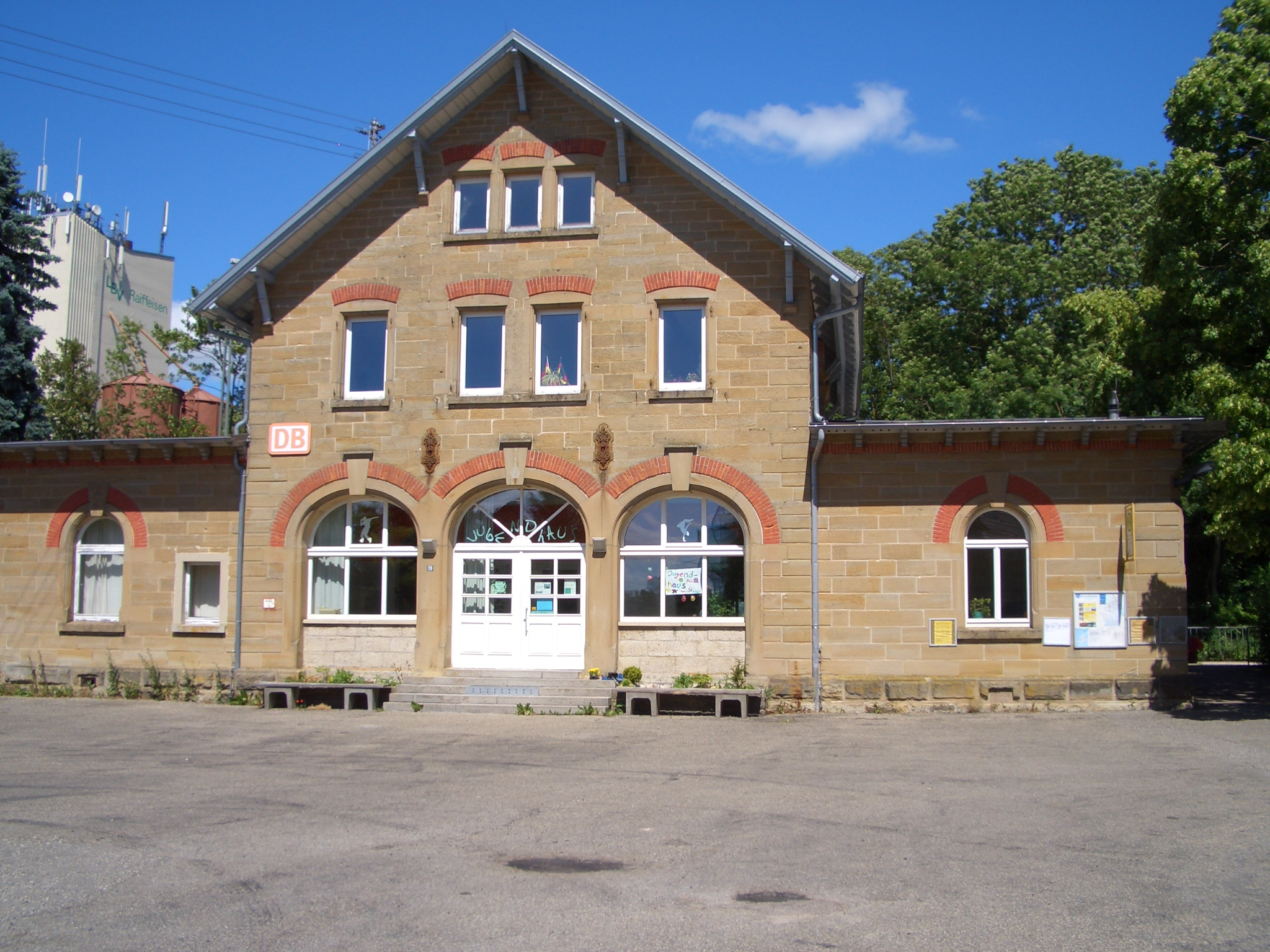
Empfangsgebäude von der Straßenseite
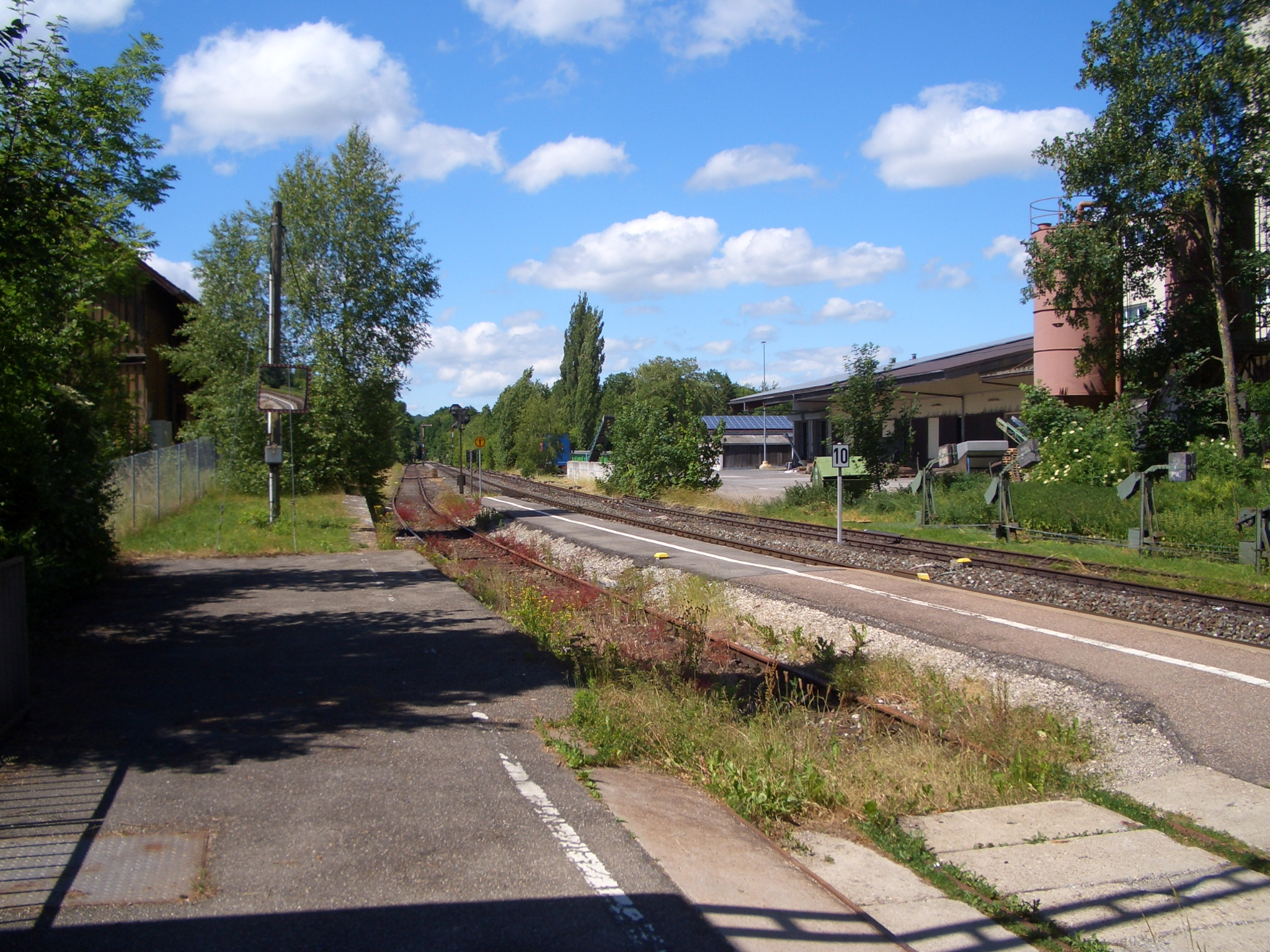
Bahnsteige nach Norden (2013)
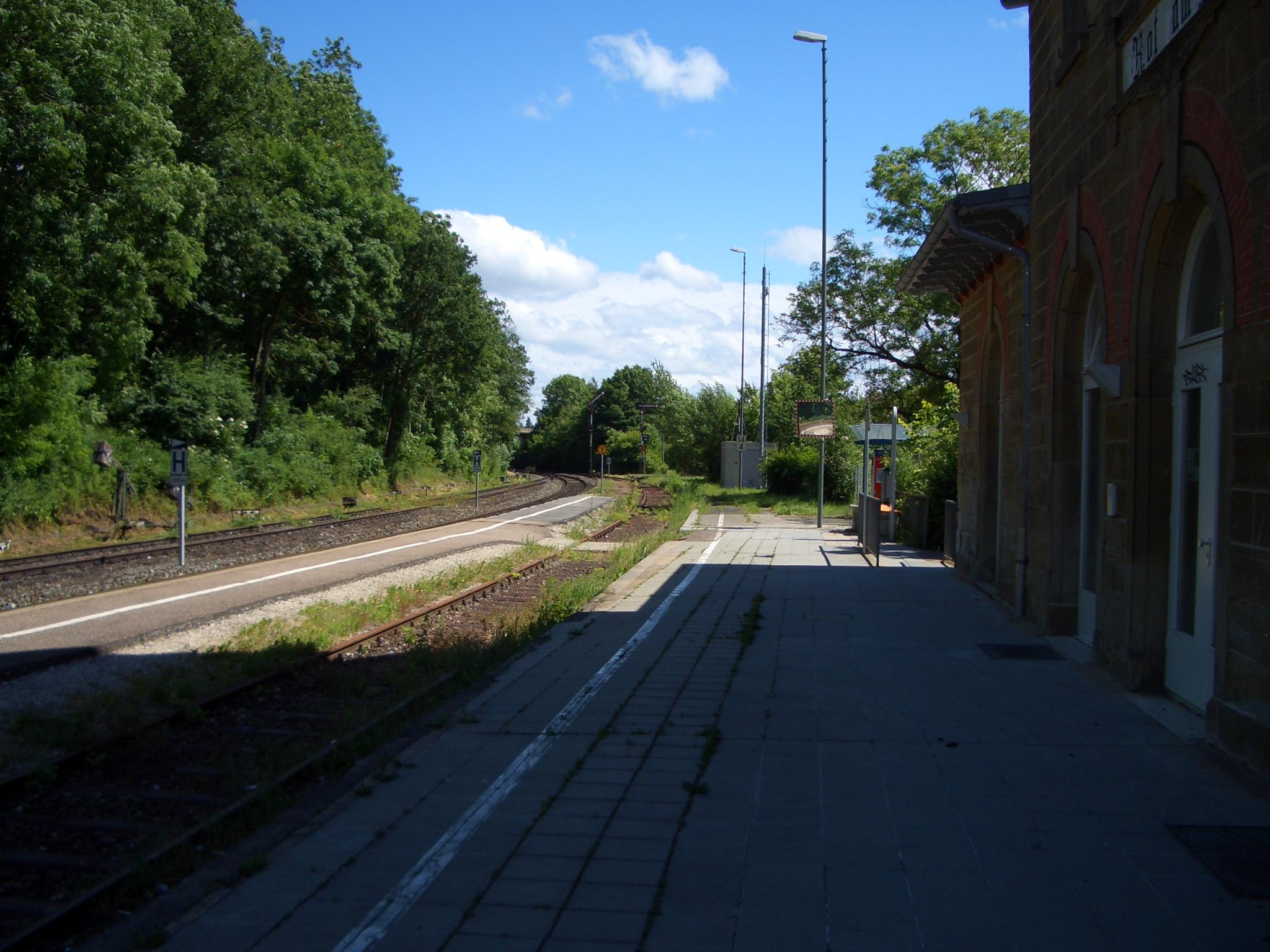
Bahnsteige nach Süden (2013)

Im Februar 2021 beantragte die Deutsche Bahn, ein Elektronisches Stellwerk (ESTW-R) in Rot am See zu errichten. In diesem Zusammenhang wurde das Gleis 3 und drei Weichen zurückgebaut. Zudem wurde ein neuer Mittelbahnsteig errichtet und die Station barrierefrei ausgebaut. Der im Jahr 2024 abgeschlossene Umbau kostete insgesamt 14,5 Millionen Euro.

## Denkmalschutz
Das ehemalige Empfangsgebäude befindet sich in der Bahnhofstraße 19 und steht unter Denkmalschutz. Es ist Teil der Sachgesamtheit Bahnstrecke Bad Mergentheim–Crailsheim: Württembergische Taubertalbahn mit Bahnhöfen, Nebengebäuden, Brücken, Gleisanlagen und sämtlichem stationärem und beweglichem Zubehör.